# Goera japonica
Goera japonica là một loài trong họ Goeridae. Chúng phân bố ở miền Cổ bắc.